# Tabonibara Village
Tabonibara Village är en ort i Kiribati.   Den ligger i örådet Tarawa och ögruppen Gilbertöarna, i den centrala delen av landet, 18 km norr om huvudstaden Tarawa. Tabonibara Village ligger 13 meter över havet och antalet invånare är 300. Den ligger på ön Notoue.
Terrängen runt Tabonibara Village är mycket platt.  Närmaste större samhälle är Tarawa, 17,7 km söder om Tabonibara Village. 